# أولكسندر أكسيونوف
أولكسندر أكسيونوف (بالأوكرانية: Олександр Олександрович Аксьонов)‏ هو لاعب كرة قدم أوكراني في مركز الدفاع، ولد في 7 يناير 1994 في كراماتورسك في أوكرانيا. لعب مع نادي إيليتشيفيتس ماريوبول ونادي تافريا سيمفروبول.

## وصلات خارجية
- أولكسندر أكسيونوف على موقع اتحاد أوكرانيا (الإنجليزية)
- أولكسندر أكسيونوف على موقع قاعدة بيانات كرة القدم.إي يو (الإنجليزية)
- أولكسندر أكسيونوف على موقع Soccerway.com (الإنجليزية)